# Yve-Alain Bois
Yve-Alain Bois (16 de abril de 1952) es profesor de Historia del Arte en el Institute for Advanced Study de la Universidad de Princeton (Nueva Jersey.

## Educación
Bois obtuvo un grado M.A. por la École Pratique des Hautes Études en 1973 con un trabajo sobre la tipografía de El Lisitski, y un segundo grado Ph.D. por la École des Hautes Études en Ciencias Sociales en 1977 con trabajo sobre Lissitzky y Malevich y sus concepciones espaciales.  Ambos grados estuvieron supervisados por el antropólogo Roland Barthes.

## Carrera

### Carrera académica
Yve-Alain Bois es profesor en la European Graduate School y en la Escuela de Estudios Históricos del Institute for Advanced Study de la Universidad de Princeton, Nueva Jersey, en la cátedra Erwin Panofsky. Anteriormente enseñó en la Universidad de Harvard, en la Universidad Johns Hopkins y en elCentre National de la Recherche Scientifique.
Bois es especialista en artistas y obras del modernismo europeo. Es, además, editor de la revista October.
En 2004, publicó a junto a Harold Foster, Rosalind Krauss y Benjamin Buchloh el libro Art Since 1900.

## Artículos
- "Whose Formalism?" Art Bolletin, Mar. 1996 European Graduate School
- Review of Tony Smith retrospective at the Museum of Modern Arte, Nueva York, Artforum, Nov. 1998
- Review of  "Sopports/Surfaces" exhibition at the Galerie Nationale du Jeu de Paume, Artforum, Dic. 1998
- Bois and Linda Nochlin discuss the Matisse and Picasso exhibition, Artforum, Feb. 1999
- Review of Barnett Newman retrospective, Philadelphia Museum of Art, Artforum, Mar. 2002
- "The Mourning After," panel discussion on painting, Artforum, Mar. 2003
- On Fred Sandback, Artforum, Oct. 2003